# Love My Way
Love My Way (en español: Amo mi manera), es un exitoso y aclamado drama australiano ganador de varios premios Logie y AFI, estrenado el 22 de noviembre del 2004 y que se transmitió en las cadenas FOX8 (1.ª temporada), W (2.ª temporada) y Showtime (3.ª temporada) hasta el 19 de marzo de 2007.
La serie explora como las personas tratan con las profundas emociones humanas como el amor, el odio, la verdad, la mentira, la envidia y la ira, también cómo el amor une a las personas, las relaciones que nos definen y los sueños que tienen los adultos.
El programa fue creada por John Edwards y Claudia Karvan y contó con la participación de actores como Sam Worthington, Susie Porter, Anthony Phelan, Ewen Leslie, Leah Purcell, Alex Dimitriades, Salvatore Coco, Steven Vidler, Matthew Le Nevez, Angela Punch McGregor, entre otros...

## Historia
La serie sigue a un grupo de amigos de unos treinta años y cómo cada uno de ellos se enfrenta a los altibajos de la vida.
Francesca "Frankie" Page es una mujer que trabaja como pintora e intenta lograr la felicidad mientras balancea sus prioridades y obligaciones familiares y profesionales. Frankie comparte la custodia de su hija Louise "Lou" Jackson con su exesposo Charlie Jackson, un arquitecto que está casado con Julia con quien tiene un hijo Toby. Al inicio Fankie vive con Tom, el hermano de Charlie y tiene una breve relación con Howard, el exnovio de Julia. A ellos se les unen Gerry y Brenda Jackson, los padres de Charlie y Tom; y Di Paige la madre de Frankie.
Con el transcurso del tiempo Charlie y Julia finalmente encuentran la casa de sus sueños y se mudan con su hijo, mientras que Tom encuentra una nueva novia y Frankie encuentra la felicidad con su nuevo esposo Lewis Feingold y se convierte en la madrastra de Dylan, sin embargo aunque la pareja sufre cuando Frankie pierde al bebé que estaba esperando lo que los lleva a separarse brevemente finalmente se reconcilian.

## Personajes
| Actor          | Personaje                          | Trabajo                            | N.º de episodios | Temporada   |
| -------------- | ---------------------------------- | ---------------------------------- | ---------------- | ----------- |
| Claudia Karvan | Francesca "Frankie" Paige-Feingold | Artista                            | 30               | 2004 - 2007 |
| Asher Keddie   | Julia Jackson                      | -                                  | 30               | 2004 - 2007 |
| Brendan Cowell | Tom Jackson                        | Chef & Cocinero                    | 30               | 2004 - 2007 |
| Daniel Wyllie  | Charlie Jackson                    | Arquitecto de "Jackson and Perske" | 30               | 2004 - 2007 |
| Lynette Curran | Brenda Jackson                     | -                                  | 28               | 2004 - 2007 |
| Max Cullen     | Gerry Jackson                      | Taxista                            | 26               | 2004 - 2007 |
| Gillian Jones  | Di Paige                           | -                                  | 27               | 2004 - 2007 |
| Alex Cook      | Louise "Lou" Jackson-Paige         | -                                  | 25               | 2004 - 2007 |
| Ben Mendelsohn | Lewis Feingold                     | -                                  | 15               | 2006 - 2007 |

### Personajes Recurrentes
| Actor               | Personaje        | N.º de Episodios | Duración    |
| ------------------- | ---------------- | ---------------- | ----------- |
| Rhys Chaplain       | Toby Jackson     | 20               | 2006 - 2007 |
| Damon Herriman      | George Wagstaffe | 18               | 2004 - 2007 |
| Kelly Butler        | Eileen           | 15               | 2004 - 2007 |
| Mariel McClorey     | Katie            | 13               | 2006 - 2007 |
| Sam Parsonson       | Dylan Feingold   | 12               | 2006 - 2007 |
| Adelaide Clemens    | Harper           | 8                | 2007        |
| Claire van der Boom | Billie           | 7                | 2007        |
| Rhondda Findleton   | Tess Delaney     | 6                | 2006 - 2007 |
| Justine Clarke      | Simone           | 6                | 2007        |

### Antiguos Personajes Recurrentes
| Actor           | Personaje      | N.º de Episodios | Duración    |
| --------------- | -------------- | ---------------- | ----------- |
| Sam Worthington | Howard Light   | 10               | 2004 - 2005 |
| Steven Vidler   | Steven         | 9                | 2006        |
| Sacha Horler    | P.K.           | 8                | 2006        |
| John Hamblin    | Clive Feingold | 6                | 2006        |
| Damon Gameau    | Felix          | 6                | 2006 - 2007 |
| Katie Wall      | Sonia McClusky | 6                | 2004 - 2006 |

## Episodios
La serie tuvo tres temporadas: la primera temporada estuvo conformada por 10 episodios, la segunda por 12 episodios y la tercera por 8 episodios.

## Premios y nominaciones
| Año  | Categoría                                                      | Premio                           | Nominado (a)                                    | Resultado |
| ---- | -------------------------------------------------------------- | -------------------------------- | ----------------------------------------------- | --------- |
| 2008 | Most Outstanding Actress                                       | Silver Logie Award               | Asher Keddie                                    | Nominada  |
| 2008 | Most Outstanding Actress                                       | Silver Logie Award               | Claudia Karvan                                  | Nominada  |
| 2008 | Most Outstanding New Talent                                    | Graham Kennedy Award             | Adelaide Clemens                                | Nominada  |
| 2008 | Most Outstanding Performance by an Actor - Female              | ASTRA Award                      | Claudia Karvan                                  | Ganadora  |
| 2008 | Most Outstanding Performance by an Actor - Female              | ASTRA Award                      | Asher Keddie                                    | Nominada  |
| 2008 | Most Outstanding Performance by an Actor - Male                | ASTRA Award                      | Brendan Cowell                                  | Nominado  |
| 2008 | Most Outstanding Performance by an Actor - Male                | ASTRA Award                      | Daniel Wyllie                                   | Nominada  |
| 2008 | Most Outstanding Performance by an Actor - Male                | ASTRA Award                      | Ben Mendelsohn                                  | Nominado  |
| 2008 | Most Outstanding Drama                                         | ASTRA Award                      | Love My Way                                     | Nominada  |
| 2008 | Favourite Program                                              | ASTRA Award                      | Love My Way                                     | Nominado  |
| 2008 | Most Outstanding Actress                                       | Silver Logie Award               | Claudia Karvan                                  | Nominada  |
| 2008 | Outstanding Screenplay (episodio "The Cemetery Gates")         | AWGIE Award                      | Brendan Cowell                                  | Nominado  |
| 2007 | Most Outstanding Actress                                       | Silver Logie Award               | Asher Keddie                                    | Nominada  |
| 2007 | Most Outstanding Actress                                       | Silver Logie Award               | Claudia Karvan                                  | Nominada  |
| 2007 | Most Popular Actor                                             | Silver Logie Award               | Brendan Cowell                                  | Nominado  |
| 2007 | Most Outstanding Actor                                         | Silver Logie Award               | Daniel Wyllie                                   | Nominado  |
| 2007 | Most Outstanding Actor                                         | Silver Logie Award               | Ben Mendelsohn                                  | Nominado  |
| 2007 | Most Outstanding New Talent                                    | Graham Kennedy Award             | Sam Parsonson                                   | Nominado  |
| 2007 | Most Outstanding Drama Series, Miniseries or Telemovie         | Silver Logie Award               | Love My Way                                     | Ganador   |
| 2007 | Most Outstanding Performance by an Actor - Female              | ASTRA Award                      | Asher Keddie                                    | Ganador   |
| 2007 | Most Outstanding Performance by an Actor - Male                | ASTRA Award                      | Daniel Wyllie                                   | Ganador   |
| 2007 | Most Outstanding Performance by an Actor - Male                | ASTRA Award                      | Ben Mendelsohn                                  | Nominado  |
| 2007 | Most Outstanding Drama (empatado con Stupid Stupid Man)        | ASTRA Award                      | Claudia Karvan                                  | Ganadora  |
| 2007 | Best Lead Actress in Television Drama                          | AFI Award                        | Claudia Karvan                                  | Ganadora  |
| 2007 | Best Lead Actor                                                | AFI Award                        | Ben Mendelsohn                                  | Nominado  |
| 2007 | Best Guest or Supporting Actress in Television Drama           | AFI Award                        | Justine Clarke                                  | Nominada  |
| 2007 | Best Screenplay in Television (episodio "Cars Without Brakes") | AFI Award                        | Tony McNamara                                   | Nominado  |
| 2007 | Best Television Drama Series                                   | AFI Award                        | Claudia Karvan & John Edwards                   | Ganadores |
| 2007 | Most Outstanding Actress                                       | Silver Logie Award               | Claudia Karvan                                  | Nominada  |
| 2007 | Outstanding Screenplay (episodio "Cold Blooded Creatures")     | AWGIE Award                      | Tony McNamara                                   | Ganadora  |
| 2007 | Outstanding Screenplay (episodio "The King of the Castle")     | AWGIE Award                      | Brendan Cowell                                  | Nominado  |
| 2007 | Outstanding Direction in Television                            | Australian Directors Guild Award | -                                               | Nominado  |
| 2006 | Most Outstanding Performance by an Actor - Female              | ASTRA Award                      | Claudia Karvan                                  | Ganadora  |
| 2006 | Most Outstanding Performance by an Actor - Male                | ASTRA Award                      | Daniel Wyllie                                   | Ganador   |
| 2006 | Best Lead Actress in Television Drama                          | AFI Award                        | Asher Keddie                                    | Nominada  |
| 2006 | Best Lead Actress in Television Drama                          | AFI Award                        | Claudia Karvan                                  | Nominada  |
| 2006 | Best Lead Actress in Television Drama                          | AFI Award                        | Daniel Wyllie                                   | Nominado  |
| 2006 | Best Direction in Television (episodio # 11)                   | AFI Award                        | Shirley Barrett                                 | Nominada  |
| 2006 | Best Screen Play in a Television (episodio # 11)               | AFI Award                        | Jacquelin Perske                                | Nominada  |
| 2006 | Best Television Drama Series                                   | AFI Award                        | Claudia Karvan, John Edwards & Jacquelin Perske | Ganadoras |
| 2006 | Most Outstanding Actress in a Drama Series                     | Silver Logie Award               | Claudia Karvan                                  | Ganadora  |
| 2006 | Most Outstanding Actress in a Drama Series                     | Silver Logie Award               | Asher Keddie                                    | Nominada  |
| 2006 | Most Outstanding Actor in a Drama Series                       | Silver Logie Award               | Daniel Wyllie                                   | Ganador   |
| 2006 | Most Outstanding Actor in a Drama Series                       | Silver Logie Award               | Brendan Cowell                                  | Nominado  |
| 2006 | Most Outstanding Drama Series                                  | Silver Logie Award               | Love My Way                                     | Ganador   |
| 2006 | Outstanding Screenplay (episodio "I Know You")                 | AWGIE Award                      | Brendan Cowell                                  | Nominado  |
| 2005 | Best Music for a Television Series or Serial                   | Screen Music Award               | Stephen Rae                                     | Ganador   |
| 2005 | Most Outstanding On Camera Performance - Female                | ASTRA Award                      | Claudia Karvan                                  | Ganadora  |
| 2005 | Most Outstanding Performance by an Actor - Male                | ASTRA Award                      | Daniel Wyllie                                   | Ganador   |
| 2005 | Best Lead Actress in Television                                | AFI Award                        | Claudia Karvan                                  | Ganadora  |
| 2005 | Best Lead Actor in Television                                  | AFI Award                        | Daniel Wyllie                                   | Nominado  |
| 2005 | Best Guest or Supporting Actor in Television                   | AFI Award                        | Max Cullen                                      | Ganador   |
| 2005 | Best Direction in Television (episodio # 8)                    | AFI Award                        | Jessica Hobbs                                   | Ganadora  |
| 2005 | Best Screen Play in Television (episodio # 9)                  | AFI Award                        | Jacquelin Perske                                | Ganadora  |
| 2005 | Outstanding Achievement in Craft in Television                 | AFI Award                        | Louis Irving                                    | Nominado  |
| 2005 | Best Television Drama Series                                   | AFI Award                        | Claudia Karvan & John Edward                    | Ganadores |
| 2005 | Most Outstanding Actor in a Drama Series                       | Silver Logie Award               | Daniel Wyllie                                   | Nominado  |
| 2005 | Most Outstanding Actor in a Drama Series                       | Silver Logie Award               | Brendan Cowell                                  | Nominado  |
| 2005 | Most Outstanding Actress in a Drama Series                     | Silver Logie Award               | Asher Keddie                                    | Nominada  |
| 2005 | Most Outstanding Actress in a Drama Series                     | Silver Logie Award               | Claudia Karvan                                  | Nominada  |
| 2005 | Most Outstanding Drama Series                                  | Silver Logie Award               | Love My Way                                     | Ganador   |
| 2005 | Outstanding Screenplay (episodio "A Different Planet")         | AWGIE Award                      | Louise Fox                                      | Ganadora  |
| 2005 | Outstanding Screenplay (episodio "Only Mortal")                | AWGIE Award                      | Jacquelin Perske                                | Nominada  |

## Producción
La serie fue creada por John Edwards, Claudia Karvan y Jacquelin Perske, con la colaboración en la producción de Edwards y Karvan (los tres habían trabajado juntos en el exitoso drama The Secret Life of Us). La producción ejecutiva estuvo compuesta por Kim Vecera y Hugh Marks, con el apoyo de Jacquelin Perske.
El actor Brendan Cowell quien interpretó a Tom también trabajó como guionista de dos episodios durante la primera temporada, tres durante la segunda y tercera temporada.
Durante la primera emisión el tema original fue "The Psychedelic Furs" cantado por la banda de rock australiana Magic Dirt.
El programa fue transmitido en tres canales diferentes en FOX8 durante la primera temporada, en W en la segunda temporada y finalmente en Showtime durante la última temporada. La serie tocó temas fuertes como el consumo de drogas, el insultar regularmente y las relaciones sexuales.